# گورستان قدیمی یهودیان در سارایوو
گورستان قدیمی یهودیان در سارایوو یک قبرستان تقریباً ۵۰۰ ساله در سارایوو، بوسنی و هرزگوین است. این سایت در دامنه کوه Trebević، در منطقه Kovačići-Debelo Brdo، در قسمت جنوب غربی شهر واقع شده‌است. این بخش یکی از بزرگترین گورستان‌های یهودی در اروپای جنوب شرقی است که از ابتدای قرن شانزدهم یا هفدهم میلادی تا سال ۱۹۶۶ مورد استفاده قرار گرفت.

## تاریخ
در دوره عثمانی توسط یهودیان سپاردار تأسیس شد، پس از ورود آنها به سارایوو با امپراطوری اترو-مجارستان در اواخر قرن نوزدهم، به مزار یهودیان اشکنازی تبدیل شد. این شهر حاوی بیش از ۳۸۵۰ سنگ قبر است و مساحتی ۳۱۱۶۰ متر مربع را در بر می‌گیرد.

## در طول جنگ دهه ۱۹۹۰
گورستان یهودیان در طول جنگ در بوسنی و هرزگوین در خط مقدم بود و توسط صرب‌های بوسنیایی به عنوان موقعیت توپخانه ای مورد استفاده قرار گرفت؛ بنابراین در اثر گلوله و آتش ناشی از انفجارها به شدت آسیب دید. همچنین به شدت مین گذاری شد اما در سال ۱۹۹۶ کاملاً پاک شد.

## افراد سرشناس
افراد سرشناسی در این قبرستان دفن شده اند. در این گورستان خاخام ساموئل باروه (اولین خاخام سارایوو از سال ۱۶۳۰ تا ۱۶۵۰؛ اعتقاد بر این است که قبر وی قدیمی‌ترین قبر این گورستان است)، خاخام ایساک پاردو (خاخام از ۱۷۸۱ تا ۱۸۱۰)، خاخام آبراهام ابینون (بزرگ خاخام از سال ۱۸۵۶ تا ۱۸۵۸)، موشه بن رافائل آتیاس (۱۸۴۵–۱۹۱۶)، لورا لوی پاپو لا بووهورتا (نویسنده اوایل قرن بیستم)، و ایساک ساموکوولیا. همچنین چهار بنای یادبود برای قربانیان ترور فاشیستی بنا شده‌است.

## تعیین میراث ملی و جهانی
این گورستان یکی از آثار ملی بوسنی و هرزگوین به عنوان "گروه Sepulchral - گورستان یهودی در سارایوو" تعیین شده‌است. نمایندگان بوسنیایی در آماده‌سازی برای نامزدی ثبت نام در فهرست سایت‌های میراث جهانی، اسناد را برای لیست آزمایشی در یونسکو در تاریخ ۳ آوریل ۲۰۱۸، تحت دسته و معیارهای "فرهنگی" و "معیارهای" (ii) "," (iii) "," " (iv) "," (vi) " ارائه دادند. .

## نگارخانه

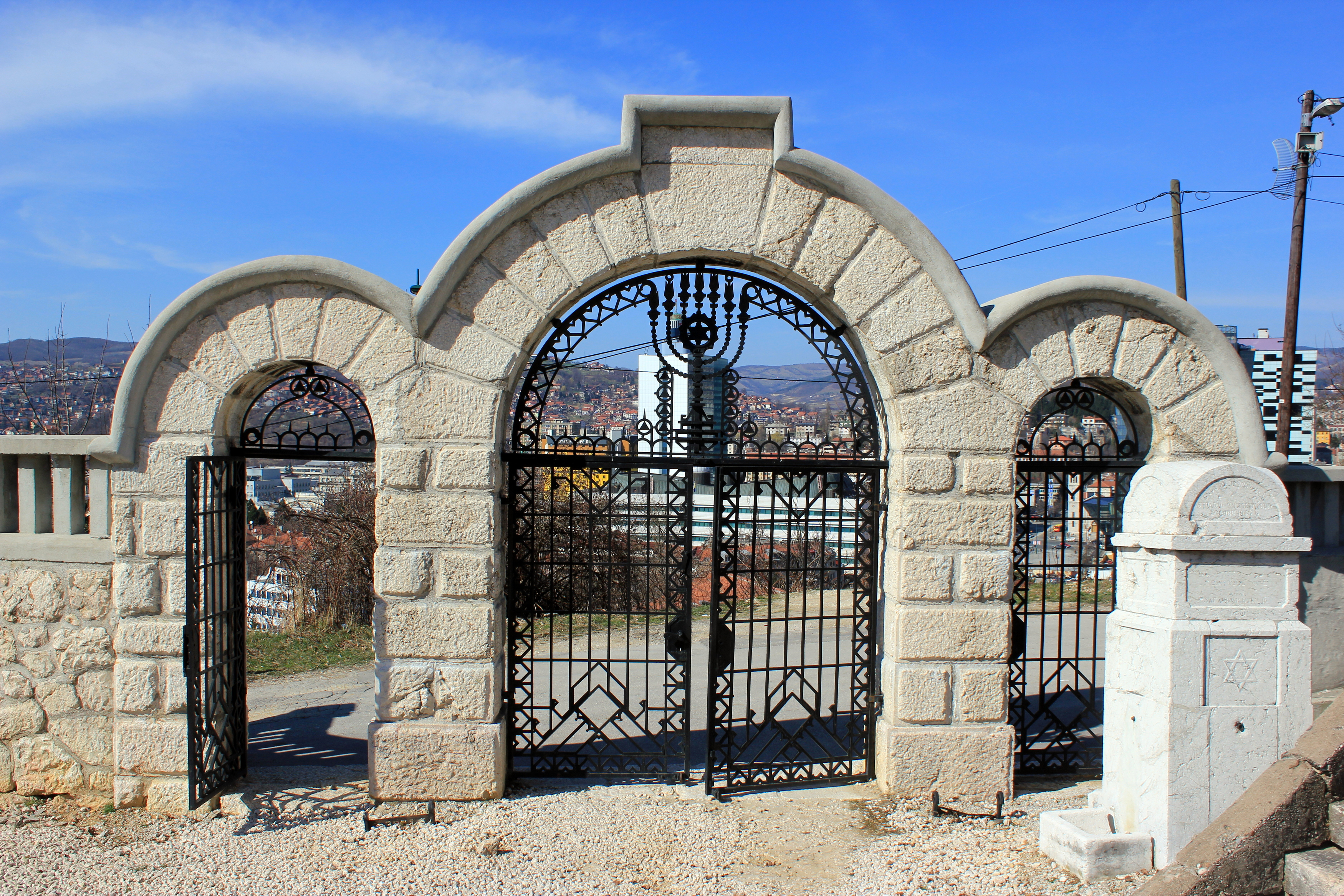
دروازه اصلی
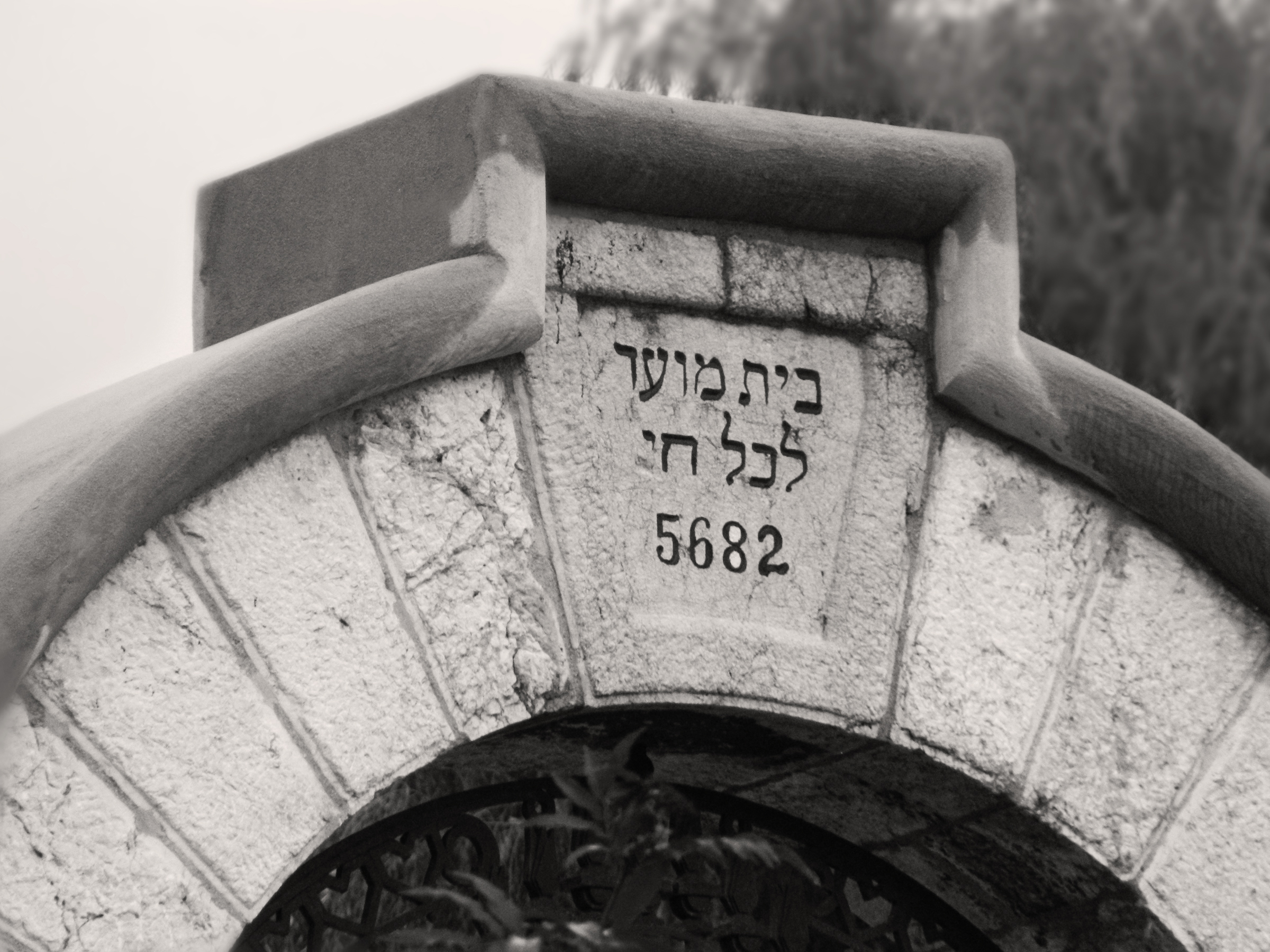
کتیبه ای روی دروازه اصلی
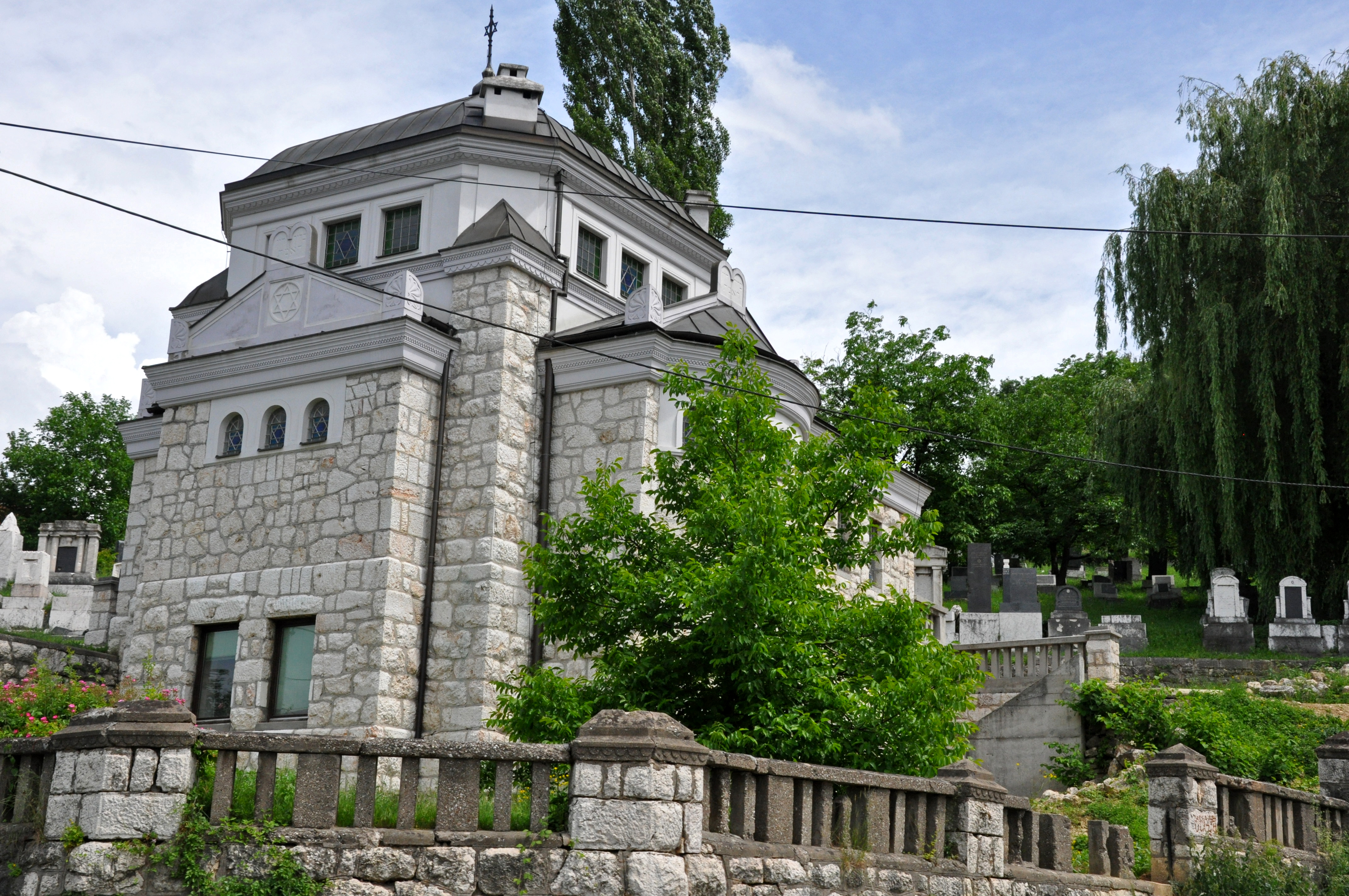
معبد (Ciduk Adin) در نزدیکی ورودی اصلی با یک دیوار قدیمی
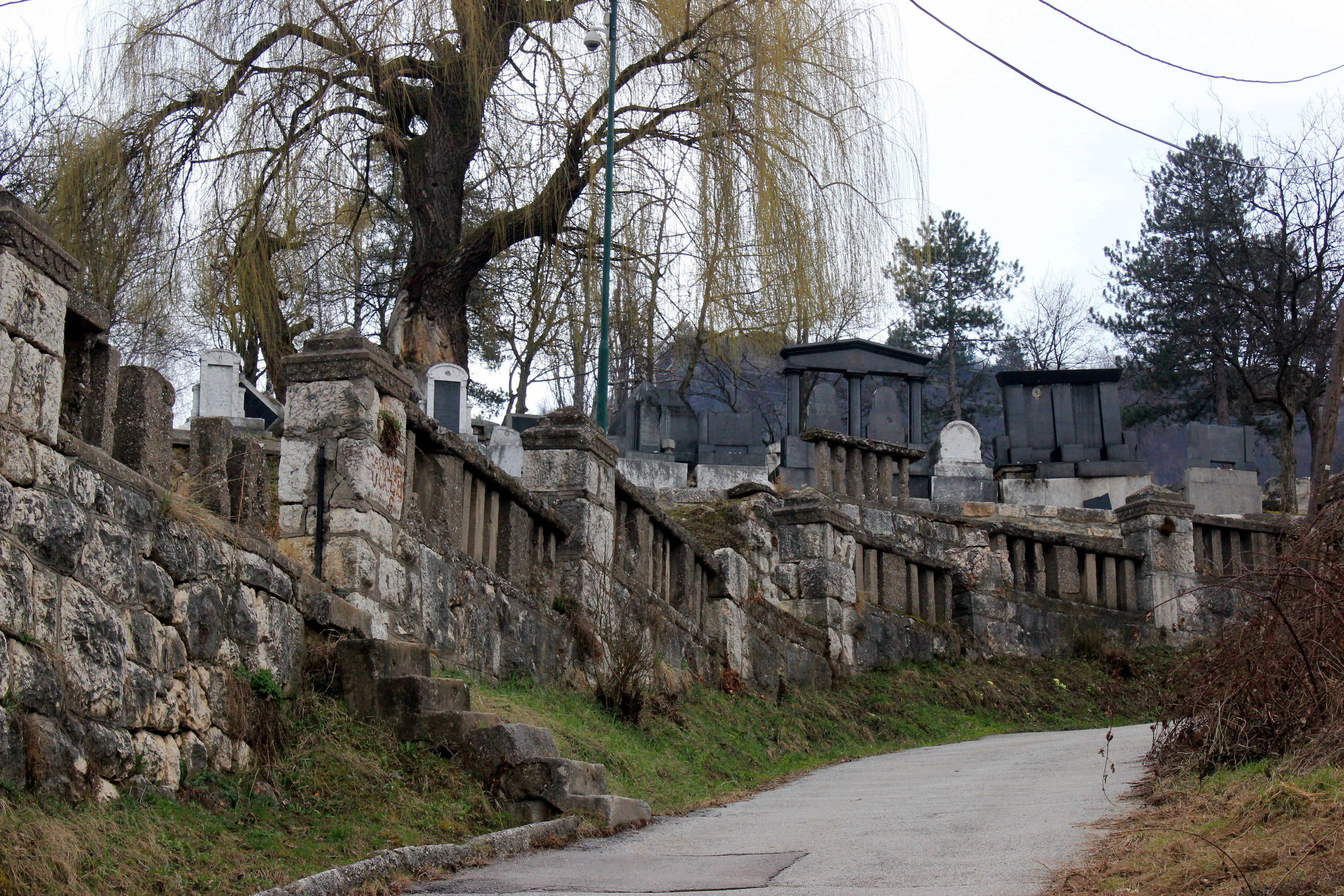
دیوار قدیمی از دروازه اصلی لبه غربی
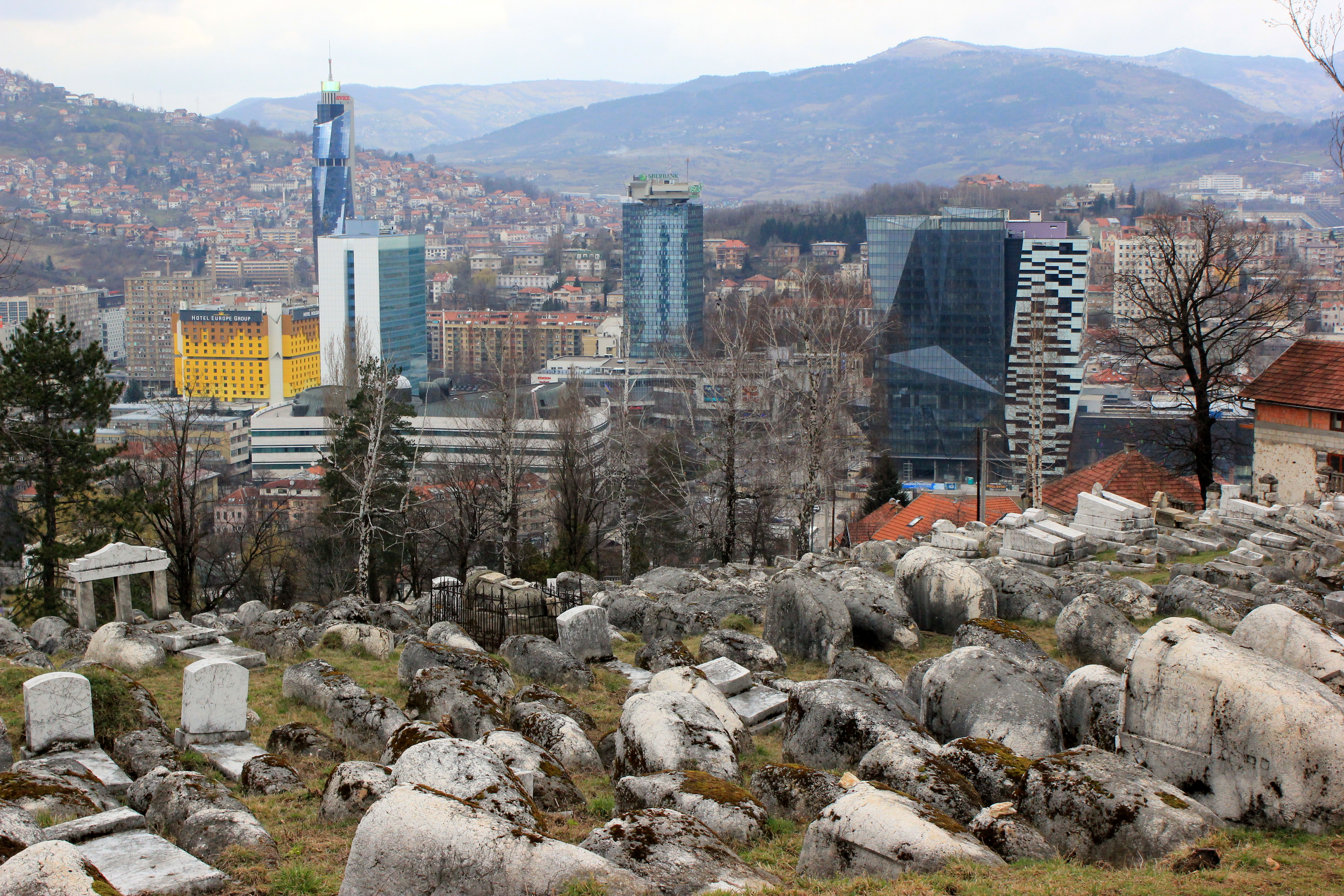
نمایش در شهر
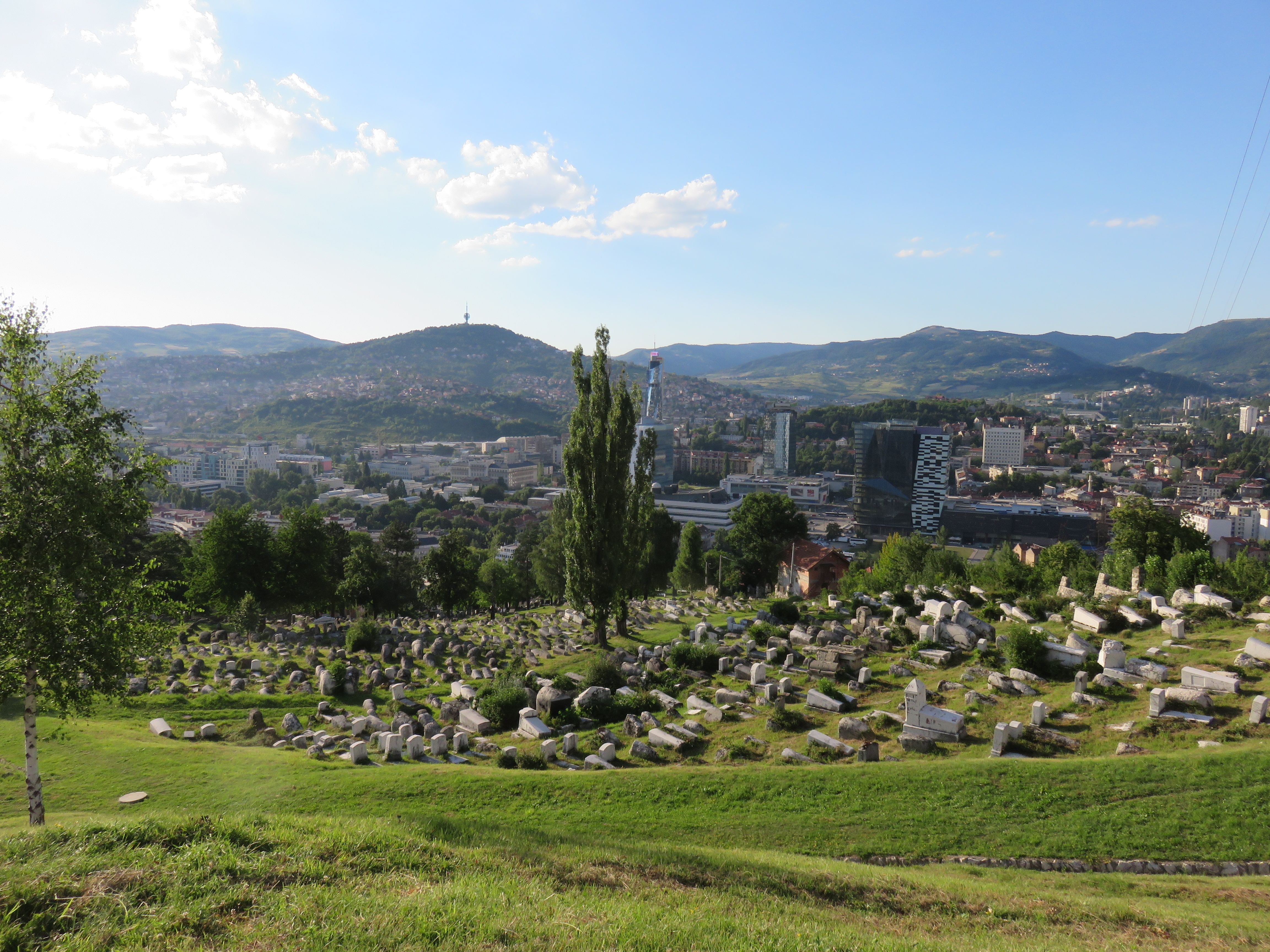
منظره شهری از بالای قبرستان
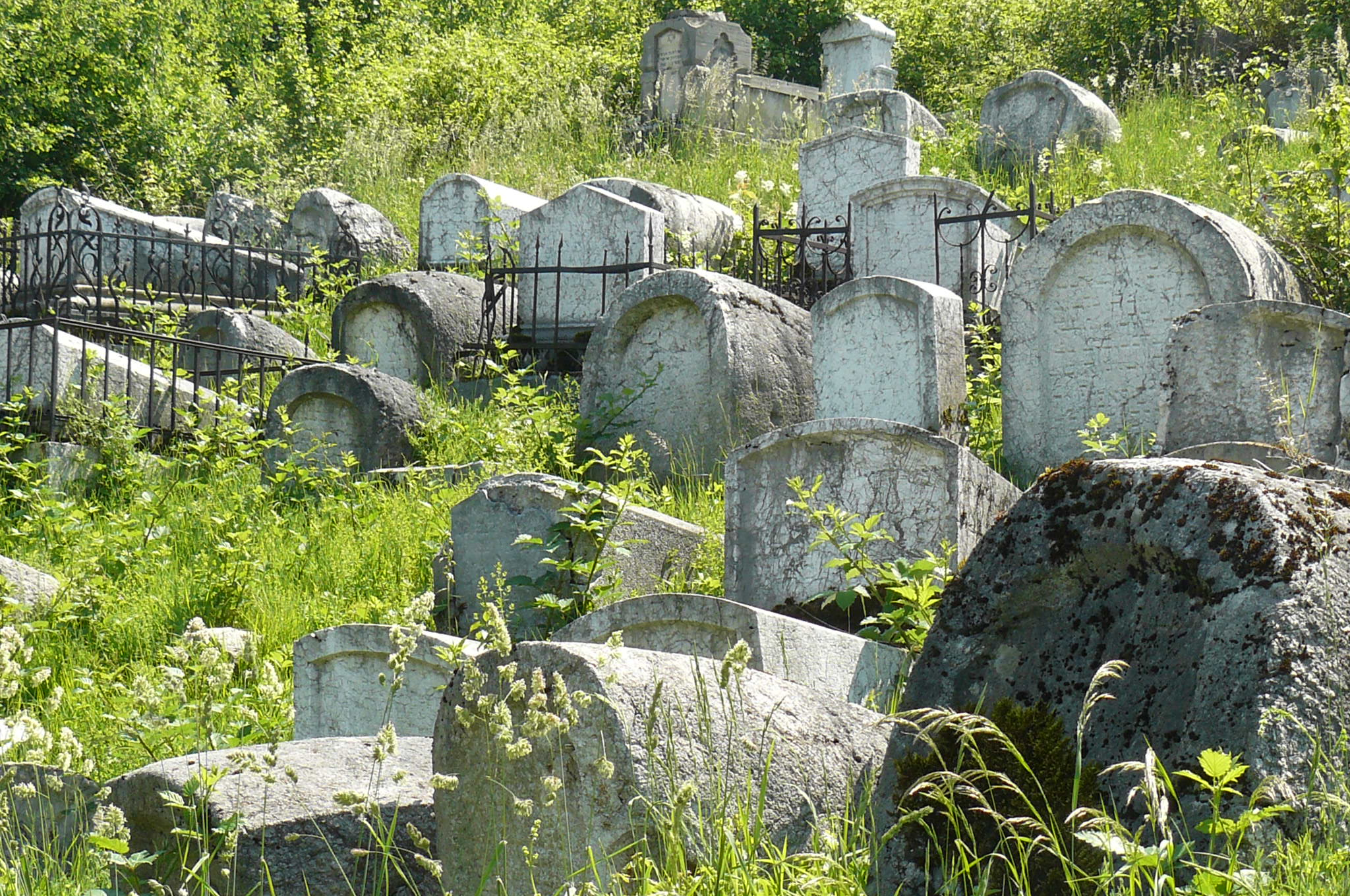
قبرستان
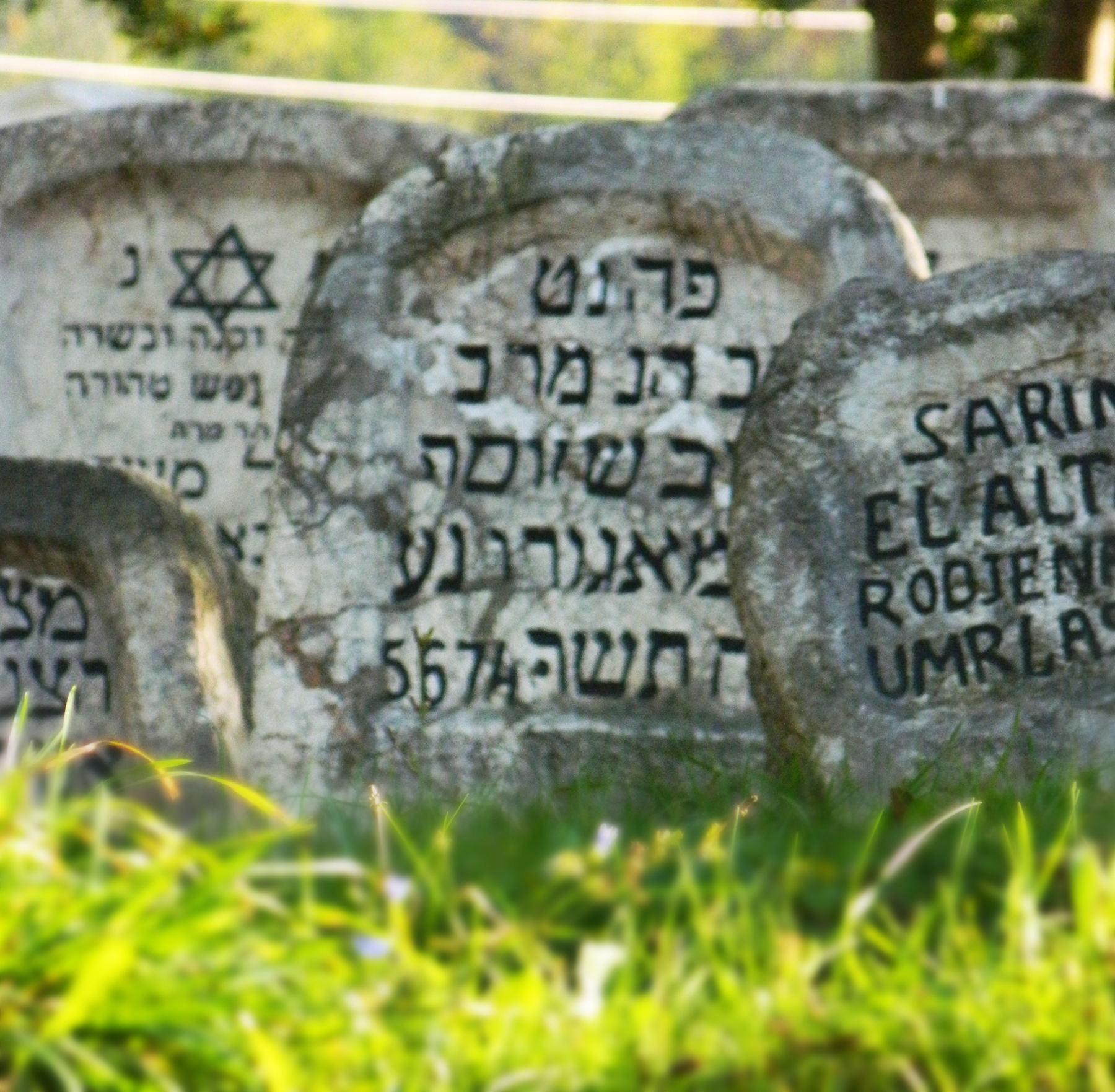
کتیبه‌هایی روی سنگ قبرها
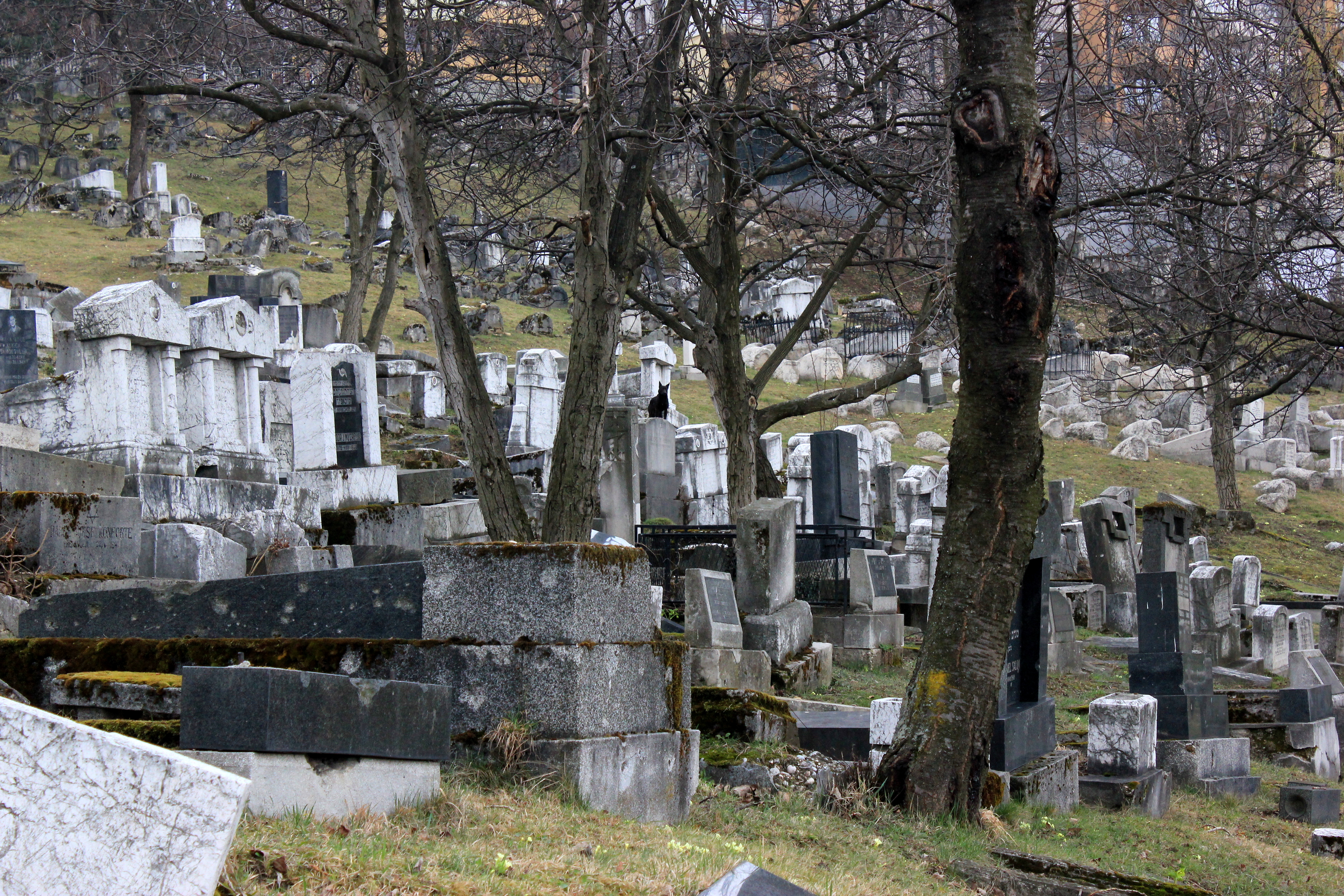
نمای زمستانی
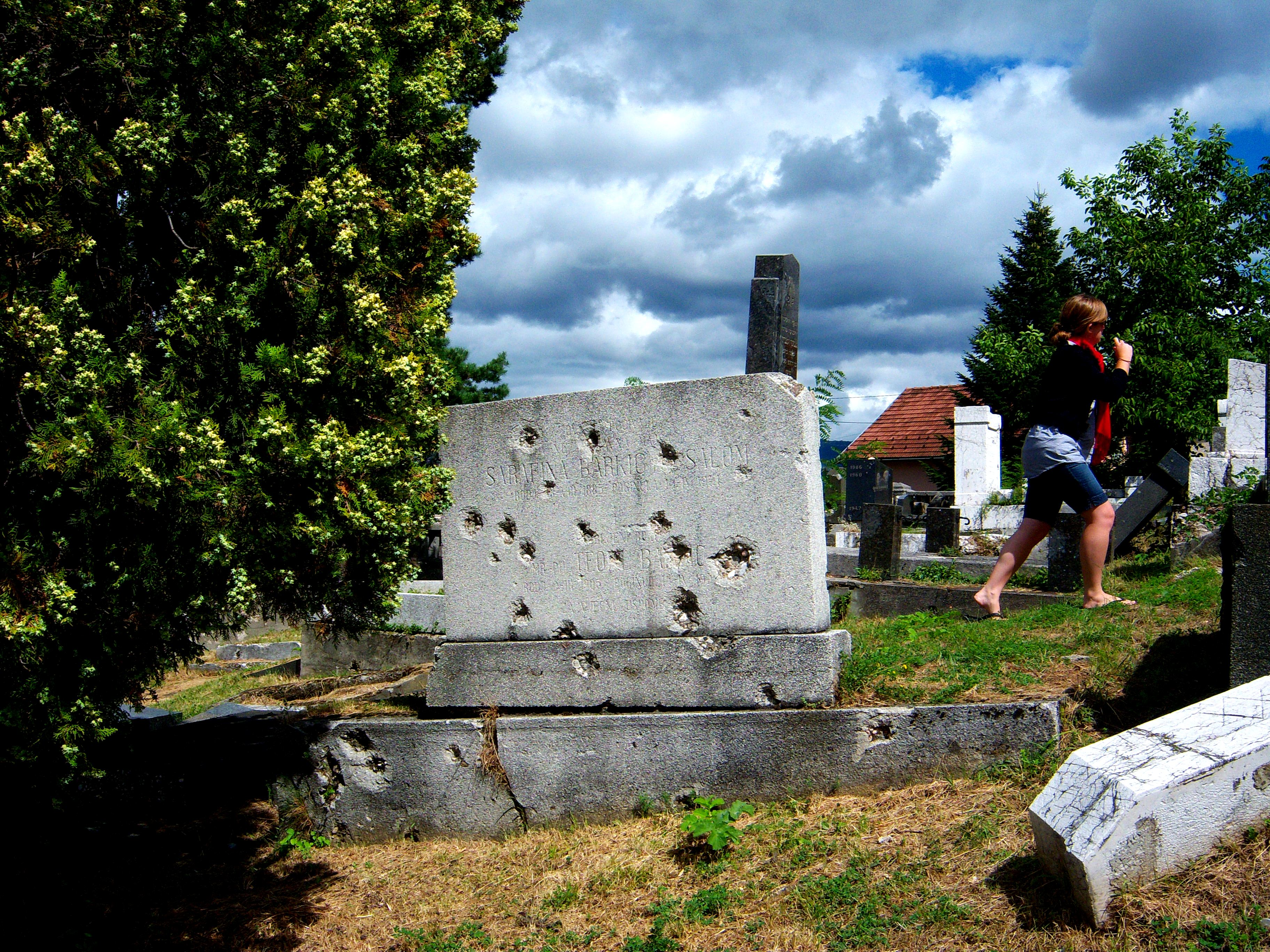
اثری از خمپاره و سوراخ گلوله
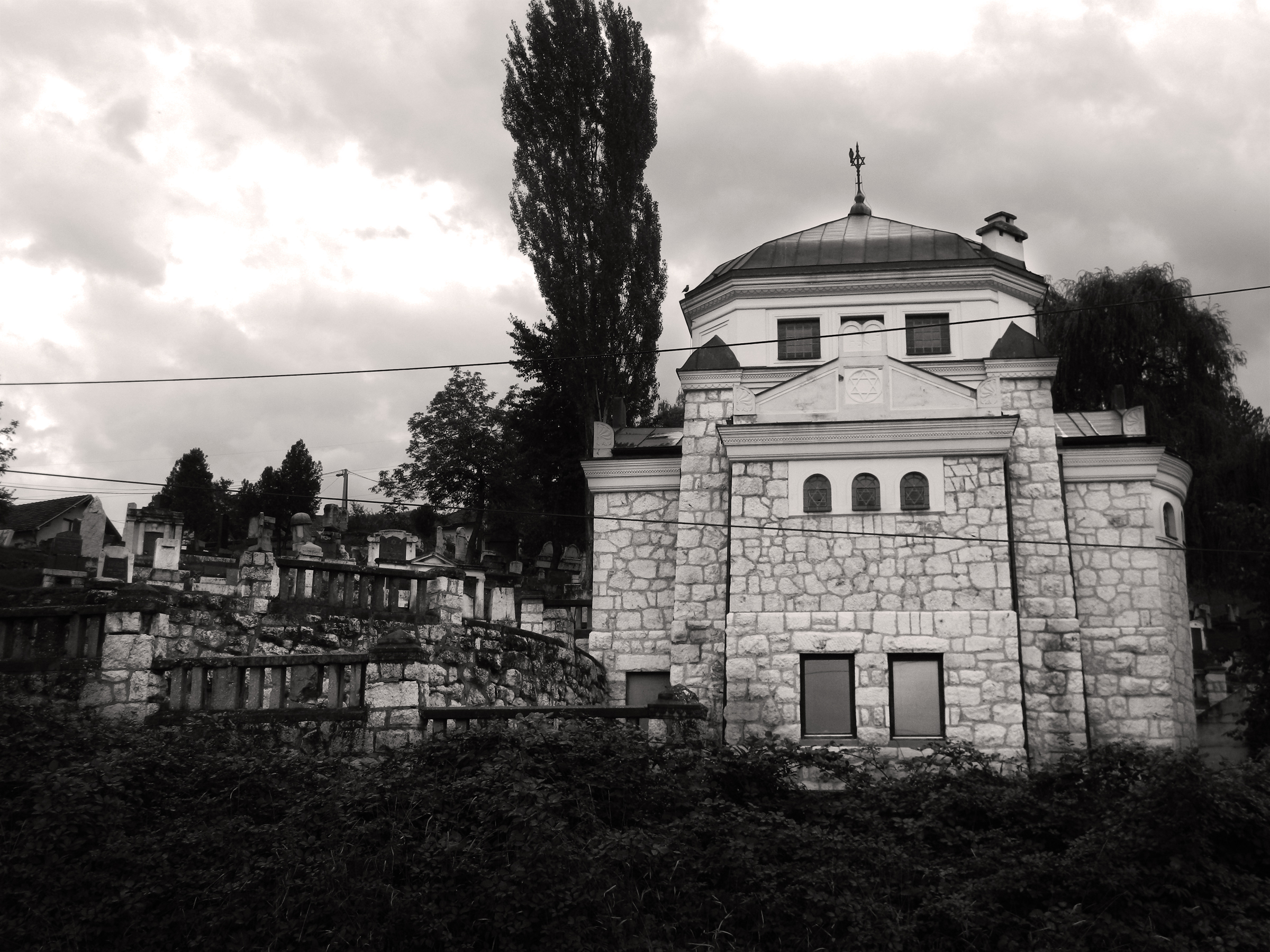
معبد
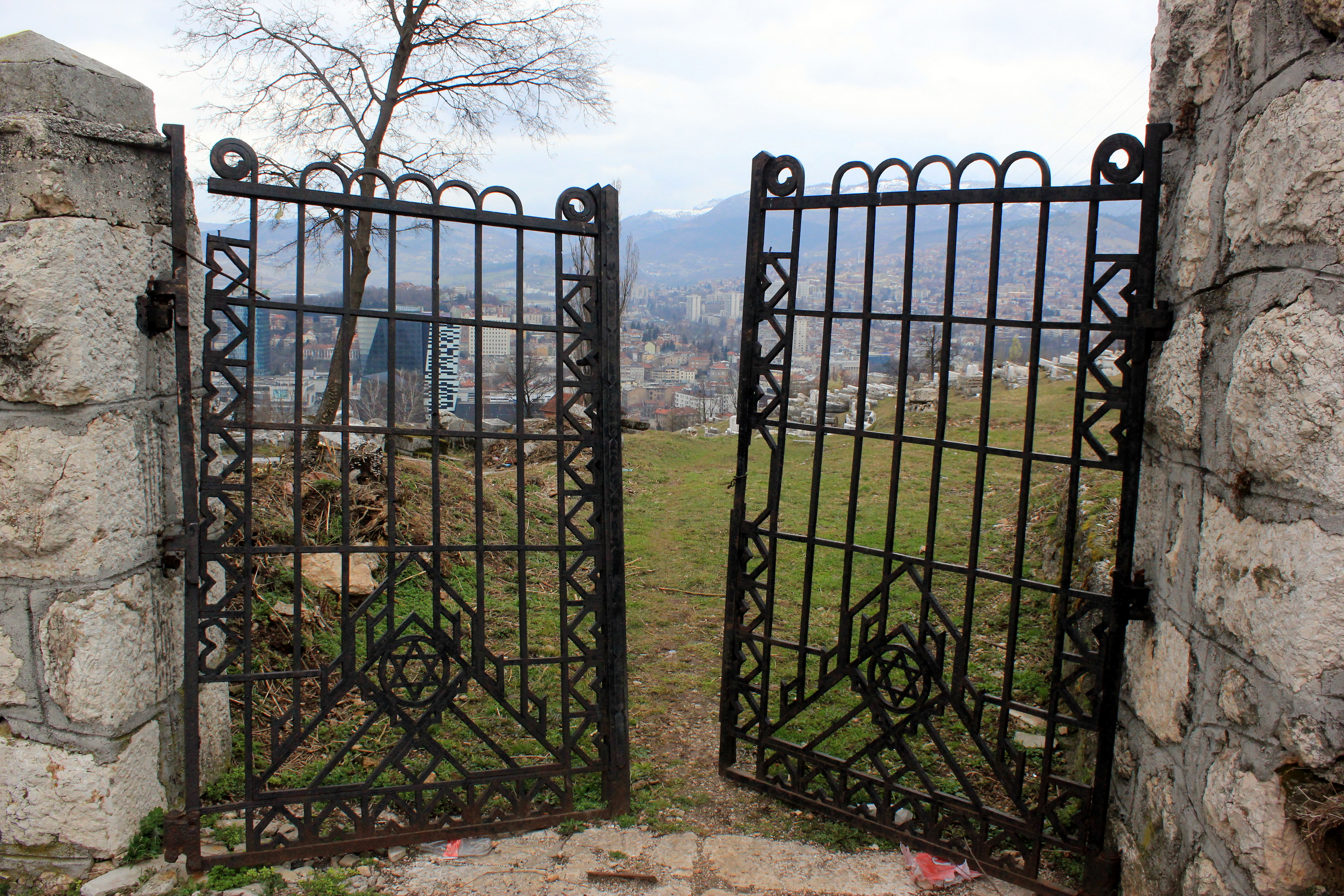
دروازه فوقانی ، بالاترین نقطه در لبه جنوبی